# Zapornia fusca
La schiribilla fosca, schiribilla rossastra, schiribilla pettorossiccio o voltolino pettorossiccio (Zapornia fusca (Linnaeus, 1766)) è un uccello della famiglia dei Rallidi originario dell'Asia meridionale e orientale.

## Tassonomia
Attualmente vengono riconosciute quattro sottospecie di schiribilla fosca:
- Z. f. fusca (Linnaeus, 1766) (da Pakistan e India settentrionale fino a Malaysia, Indonesia e Filippine);
- Z. f. zeylonica (E. C. S. Baker, 1927) (India occidentale e sud-occidentale e Sri Lanka);
- Z. f. phaeopyga Stejneger, 1887 (isole Ryukyu);
- Z. f. erythrothorax (Temminck e Schlegel, 1849) (Siberia sud-orientale, Cina nord-orientale, Corea, Giappone e Taiwan).

## Descrizione
La schiribilla fosca misura 22–23 cm di lunghezza. Il suo corpo, appiattito lateralmente, le consente di muoversi facilmente tra i canneti o nel sottobosco. Ha lunghe dita e coda breve. Il dorso è di colore marrone chiaro, e la testa e le regioni inferiori sono castane, con striature bianche su fianchi e sottocoda. Il becco è giallastro, mentre iride, zampe e piedi sono di colore rosso.
I sessi sono simili, ma gli esemplari giovani sono di colore marrone scuro uniforme, con alcune macchie bianche.

## Distribuzione e habitat
La schiribilla fosca nidifica nelle paludi e in zone umide simili di tutta l'Asia meridionale, dal subcontinente indiano a est, fino a Cina meridionale, Giappone e Indonesia. Alcuni esemplari vaganti sono stati osservati anche sulla piccola Isola di Natale, appartenente politicamente all'Australia.

## Biologia
La schiribilla fosca si aggira in cerca di cibo sulle distese di fango o nelle acque poco profonde, facendo affidamento sulla vista per individuare le prede. Si nutre di germogli, bacche e insetti, ma anche di grosse chiocciole, alle quali frantuma il duro rivestimento con il forte becco.
Ha abitudini territoriali, ma è abbastanza riservata, e quando viene disturbata si nasconde tra le piante erbacee e gli arbusti.
Costruisce il nido in un luogo asciutto del terreno, tra la vegetazione palustre, deponendo 6-9 uova. È stanziale in quasi tutto il suo areale, ma alcune popolazioni settentrionali migrano verso sud in inverno.